# Turnour Island
Turnour Island är en ö i Kanada.   Den ligger i provinsen British Columbia, i den sydvästra delen av landet, 3 700 km väster om huvudstaden Ottawa. Arean är 56 kvadratkilometer.
Terrängen på Turnour Island är lite kuperad. Öns högsta punkt är 423 meter över havet. Den sträcker sig 6,1 kilometer i nord-sydlig riktning, och 16,2 kilometer i öst-västlig riktning.
I omgivningarna runt Turnour Island växer i huvudsak barrskog. Trakten runt Turnour Island är nära nog obefolkad, med mindre än två invånare per kvadratkilometer.